# Bitwa na przełęczy Kasserine
Bitwa na przełęczy Kasserine – bitwa stoczona podczas II wojny światowej, w dniach 19–25 lutego 1943 roku, na przełęczy Kasserine, w zachodniej Tunezji, będąca częścią kampanii północnoafrykańskiej. W bitwie brała udział Niemiecko-Włoska Armia Pancerna, dowodzona przez feldmarszałka Erwina Rommla, wsparta dwiema dywizjami niemieckiej 5 Armii Pancernej. Po stronie alianckiej trzon sił stanowił II Korpus amerykański pod dowództwem generała majora Lloyda Fredendalla, wchodzący w skład brytyjskiej 1 Armii generała porucznika Kennetha Andersona.
Od początku 1943 roku dochodziło w Tunezji do coraz częstszych ataków alianckich samolotów szturmowych (tank busters) na niemieckie lotniska i zgrupowania pancerne. Na przykład 18 stycznia – w czasie nalotu na lotnisko w Tunisie – zniszczono 23 samoloty Ju 52. Od tego czasu samoloty niemieckie mogły lądować tylko w nocy.
Pod koniec stycznia armia pancerna Rommla przystąpiła do ofensywy na zachodzie. Zajęła miejscowości Sbeitla i Kafsa, po czym uderzyła na przełęcz.
Bitwa, będąca jednym z pierwszych starć wojsk amerykańskich i niemieckich podczas II wojny światowej, zakończyła się porażką wojsk alianckich, w dużej mierze spowodowaną brakiem doświadczenia żołnierzy amerykańskich, słabym dowodzeniem oraz przestarzałym wyposażeniem, jednakże w dalszym natarciu oddziały Rommla zostały przez kontratakujących aliantów odrzucone.

## Geneza bitwy
Atak Niemców na przełącz Kesserine był ostatnią ofensywą przeprowadzoną w celu przejęcia inicjatywy w Afryce Północnej przez siły Osi. Operacja Sturmflut, mimo początkowego sukcesu, doprowadziła do zatrzymania wojsk niemieckich i odepchnięcia ich w bitwie pod El Guetar, gdzie następnie brytyjska 8 Armia i amerykańska 1 Armia doprowadziły do przełamania linii niemieckich. W maju 1943 roku do niewoli trafiło 250 000 żołnierzy niemieckich.

### Położenie strategiczne
Po obu stronach konfliktu wystąpiła sytuacja, w której wojska pojawiły się w Afryce ze względu na konieczność wsparcia sojuszników. Włosi ponosili klęski w walkach z Brytyjczykami, przez co wzmocnieni zostali przez ekspedycję z Niemiec w postaci Deutsche Afrika Korps z dowódcą Erwinem Rommlem w lutym 1941 roku, natomiast Brytyjczyków wspomogli Amerykanie. Afrika Korps nigdy nie został wzmocniony odpowiednio ze względu na prowadzone przygotowania do wojny z ZSRR.
Wielka Brytania bardziej niż Niemcy skupiła się na obronie Kanału Sueskiego, przez który przebiegał najkrótszy szlak handlowy do Indii i portów na Bliskim Wschodzie. Jednak armia lądowa wypadała słabiej w porównaniu do niemieckiej, więc dopiero po zabezpieczeniu Wysp Brytyjskich przerzucono większe siły do Egiptu, a dodatkowo atak Niemiec na ZSRR w 1941 roku spowodował zmniejszenie dostaw zaopatrzenia dla wojsk niemieckich w Afryce. W grudniu 1941 roku Adolf Hitler wypowiedział wojnę Stanom Zjednoczonym, próbowano ściągnąć w ten rejon Amerykanów, którzy byli sceptyczni z powodu chęci szybszego lądowania we Francji.

### Operacja Torch
W październiku 1942 roku podczas II bitwy pod El-Alamein 8 Armia marsz. Bernarda Montgomery'ego przejęła inicjatywę w Afryce Północnej. Wojska niemiecko-włoskie zostały zmuszone do odwrotu, a celem operacji był atak na nie od strony Algierii, i tym sposobem ich wyeliminowanie w tym regionie. Użycie akurat w tej operacji armii amerykańskiej spowodowane było znaczącym zaangażowaniem Brytyjczyków, jak i konfliktem po zaatakowaniu francuskiej marynarki wojennej przez Royal Navy w Mers-El-Kebir. Pomimo że Algieria należała do Francji Vichy, miejscowi urzędnicy byli niechętni władzy marszałka Philippe’a Pétaina, a wysłani wcześniej agenci amerykańscy przekonali sporą ich część do przejścia na stronę aliantów, dlatego desant wojsk amerykańskich z niewielkimi wyjątkami przebiegł bez problemów. Niemiecką odpowiedzią była okupacja południowej Francji.
Po klęsce pod El-Alamejn druga niemiecka ekspedycja pod dowództwem gen. Walthera Nehringa miała opanować przyczółek w Tunezji. Po desancie samolotami i statkami z Włoch udało się jej wyprzedzić brytyjską 1 Armię i zająć Tunis. Jednak brak odpowiedniego zaopatrzenia nie pozwolił na odrzucenie jednostek alianckich, a te znów były zbyt słabe aby móc atakować niemieckie jednostki.
Rommel zmuszony brakiem zaopatrzenia wycofał swoje jednostki do Tunezji pozostawiając Włoską Libię bez obrony. Zrobił to wbrew rozkazowi walki ale przez to ochronił większość niemieckich oddziałów i część najlepszych jednostek włoskich, które obsadziły linię Mareth. Tuż przed połączeniem się wojsk Rommla z 5 Armią Pancerną w Tunezji zarówno Duce jak i Führer postanowili bronić przyczółka w Tunezji. Rommel musiał wrócić do Niemiec w celu poddania się leczeniu (jego miejsce miał zająć włoski generał Messe), jednak przed wyjazdem dostrzegł on moment do kontrataku na niedoświadczonego przeciwnika.

## Walczące strony

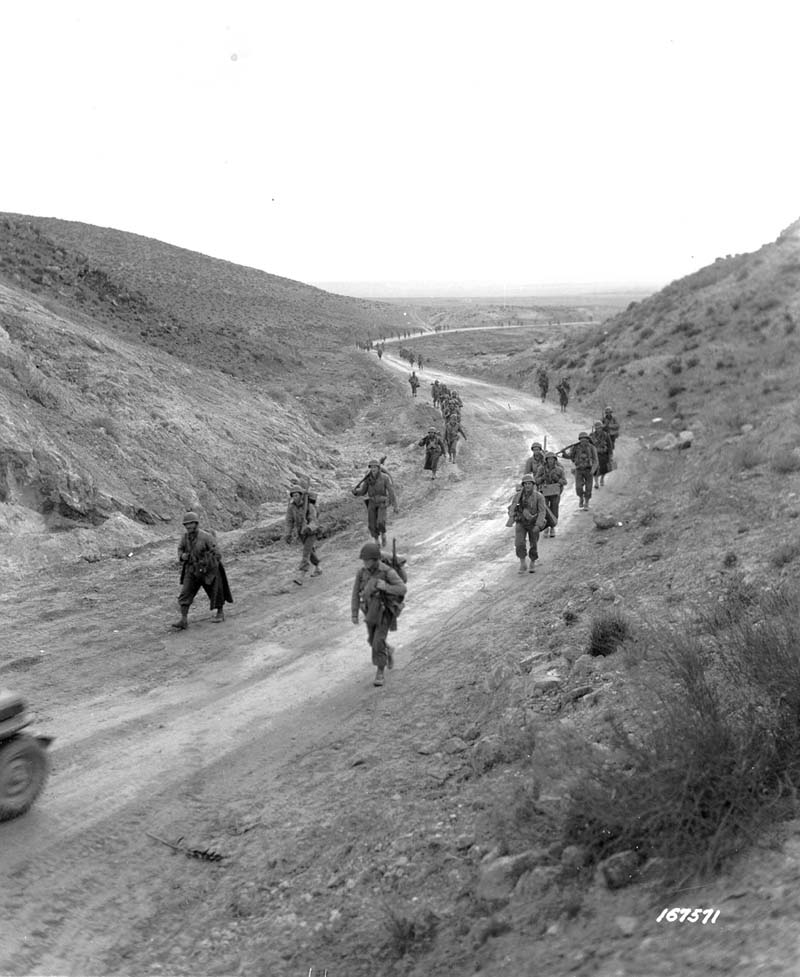
Amerykańscy żołnierze z 2. batalionu 16 Pułku Piechoty maszerują przez przełęcz w kierunku miast Kasserine i Fériana, 26 lutego 1943

### Wojska niemiecko-włoskie
Wszystkie oddziały sojuszników państw z Osi podlegały w Afryce pod włoskie Comando Supremo. Na jego czele stał marszałek Ugo Cavalero, którego w Libii reprezentował marszałek Ettore Bastico. Posiadał on doświadczenie bojowe wyniesione z Etiopii i Hiszpanii jednak nie mógł równać się z teoretycznie swoim niżej położonym współpracownikiem feldmarszałkiem Erwinem Rommlem. Oficerowie niemieccy nie darzyli szacunkiem włoskich odpowiedników z powodu ich wcześniejszych klęsk na frontach. Na początku 1941 roku Rommel dowodził oddziałami niemieckiej ekspedycji, a po powstaniu Grupy Pancernej Afryka również włoskim XX Korpusem Armijnym. Front afrykański był na drugim planie w porównaniu z frontem wschodnim, a część starych pruskich oficerów nie sprzyjała Rommlowi. Walki w latach 1941–1942 zmusiły go do urlopu zdrowotnego i 22 września 1943 wyjechał do Niemiec. W tym czasie dowodzenie objął generał Georg Stumme, który zmarł na zawał 23 października, po rozpoczęciu ofensywy brytyjskiej pod El-Alamejn. Na początku listopada Rommel musiał wrócić do Afryki Północnej na prośbę Hitlera.
Kiedy jednostki niemieckie w tamtym regionie zostały wzmocnione, Oberkommando der Wehrmacht (OKW) postanowiło utworzyć Dowództwo Południowego Obszaru Wojny (Oberberfehlshaber Süd), które za siedzibę wybrało włoskie Frascati. W listopadzie 1941 roku jego głównym dowódcą został feldmarszałek Albert Kesselring, jednocześnie dowodząc 2 Flotą Powietrzną Luftwaffe. Teoretycznie podlegał on decyzjom Duce i dowództwu włoskiemu. Do tej pory odpowiadał za przygotowanie infrastruktury lotnictwa. Przyciągając uwagę Hermanna Göringa jako dowódca, nabył doświadczenia w 1 Flocie Powietrznej, a następnie został przeniesiony do 2 Floty Powietrznej. Musiał zmierzyć się z oporem włoskich marszałków, którzy byli niechętni jego osobie.
Odpowiedzialnym za obronę Tunezji wyznaczono generała Walthera Nehringa ze stworzonym w szybkim tempie XC Korpusem Armijnym. Dzięki działaniom Kesselringa wzmocniono jednostki w Tunezji armią pancerną. Przez klęski i pesymizm Rommla, który zdawał sobie sprawę z ograniczeń, został zastąpiony przez generała wojsk pancernych Hansa-Jörgena von Arnima, który dowodził 17 Dywizją Pancerną i posiadał doświadczenie z walk na terenie ZSRR pod Kijowem, a następnie w kierunku północnym.

### Wojska alianckie
W styczniu 1942 roku utworzono Wielonarodowy Komitet Szefów Sztabów (Combined Chiefs of Staff), który miał zapewnić współdziałanie strategiczne, co okazało się skuteczniejsze od współpracy włosko-niemieckiej Mimo przewagi liczebnej Amerykanów, to brytyjskie doświadczenie było brane pod uwagę przy ustalaniu strategii, jednak na polu walki brytyjscy oficerowie nie doceniali swoich amerykańskich odpowiedników. Na naczelnego dowódcę w regionie Afryki Północnej został wybrany generał Dwight Eisenhower, przez generała George'a Marshalla. Pokazał, że jest dobrym oficerem sztabowym, dowodząc już siłami amerykańskimi w Europie, lecz nie polowym. Sam generał Marshall nie był przychylny operacji Torch, lecz po decyzji kongresu, dowództwo powierzono stronie amerykańskiej. Wybór Eisenhowera był adekwatny zarówno przez piastowane stanowisko, jak i zaufanie Winstona Chruchilla.
Amerykański II Korpus Armijny został przyporządkowany brytyjskiej 1 Armii, którą dowodził generał porucznik Kenneth A.N. Anderson, który posiadał doświadczenie I wojny światowej oraz służbę w koloniach i kampanii francuskiej. Współpraca między nim a amerykańskimi oficerami przebiegała stabilnie, lecz była trudna z powodu odmienności przekonań nt. sposobu prowadzenia walki. Brytyjczycy ściśle nadzorowali plany taktyczne, natomiast Amerykanie woleli ustalić cele zadania, uszczegółowienie ich oddać jednostkom poniżej. W przypadku zmiany planów amerykańskich przez Brytyjczyków uważano to za brak zaufania.
Na dowódców amerykańskich korpusów zostali wybrani:
- generał major Lloyd Fredendall – skierowany do Centralnej Grupy Operacyjnej lądującej w Oranie, a później do II Korpusu Armijnego. Do jego doświadczenia należała praca sztabowa we Francji podczas I wojny światowej i Generalnym Inspektoracie. W amerykańskiej armii widziano w nim potencjał dowodzenia wojskami lądowymi, w brytyjskiej uznano, że za jego zbytnią pewnością siebie nie idzie doświadczenie. Przez pomijanie zdania swoich podwładnych doprowadzał do swoich złych stosunków z oficerami.
- generał major George S. Patton – skierowany do Zachodniej Grupy Operacyjnej lądującej w Casablance, a później do I Korpusu Pancernego w Maroku. Do jego doświadczenia należało dowodzenie jednostką pancerną we Francji podczas I wojny światowej, a następnie rozbudowywał siły pancerne.

Po przejściu części wojsk francuskich na stronę aliancką ich dowódcą został generał Henri Giraud. Wyraził zgodę na podporządkowanie się amerykańskim wojskom, odmawiając posłuszeństwa Brytyjczykom, przez co konieczne było ustanowienie pośrednika, którym został generał major Lucian Truscott. Francuskie jednostki operowały między jednostkami amerykańskimi i brytyjskimi w Tunezji będąc dowodzonymi przez generała Alphonse'a Juina.

## Plany bitwy
Możliwości strategiczne uzależnione zostały od fizyczności terenu. Brzeg morski Tunezji obfituje w niziny następnie przechodzące w góry jak Dorsal Wschodni i Zachodni. Przez przełęcz Kasserine biegły węzły komunikacyjne z bazą zaopatrzeniową w Tibissie. Kesselring podał koncepcje linii obronnej od Bone, przez Tibissę, aż do bagien Szott el-Dżerid lub proponował rozpoczęcie linii od Dorsalu Zachodniego. W 1942 roku jednostki niemieckie nie posiadały wystarczającej ilości żołnierzy, dlatego w 1943 roku linia obrony przebiegała od Dorsalu Wschodniego i nie miała możliwości manewrowania. Rozmieszczenie wojsk Osi stanowiły dwa okręgi połączone linią między nimi. Na północy stacjonowała 5 Armia Pancerna, na południu na linii Mareth stacjonowała Niemiecko-Włoska Armia Pancerna, a na łączącym je odcinku niewielkie siły, które były narażone na atak klinowy.

### Ruchy wojsk
W 1943 roku dowództwo włoskie i Kesselring wydali rozkaz zajęcia przełęczy Faid i roju Kefsy przez generała von Armina, aby zaatakować amerykańską bazę w Tibissie. W odpowiedzi na rozkaz sztabu niemieckie jednostki rozpoczęły działania zaczepne nie mogąc przeprowadzić ataku z powodu zbyt małych sił. Plan przewidywał użycie kilku grup bojowych 5 Armii Pancernej nacierających na jednostki francuskie. W ten sposób powstrzymano możliwość kontrataku w stronę Sfakisu.
Brygadowa Grupa Bojowa z 2 Korpusu Armii miała za zadanie ataku na stację kolejową Sened, co otwarłoby drogę do skrzyżowania dróg w Meknassy. Nie napotkano większego oporu przy realizacji zadania, lecz atak na Meknassy nie mógł zostać przeprowadzony z powodu niemieckiego natarcia na przełęcz Faid. Nacierające jednostki niemiecko-włoskie składały się z: niemieckiej 21 Dywizji Pancernej i włoskiej 50 Brygady Specjalnej. Naprzeciwko nim stanęli francuscy żołnierze 2 Pułku Strzelców Afrykańskich, którzy mogli liczyć na wsparcie batalionu 3 Pułku Żuawów oddalonego o 7 kilometrów oraz wsparcie artyleryjskie 67 Pułku Artylerii Algierskiej z armatami kalibru 75mm i na pluton czołgów Renault FT. Natarcie rozpoczęło się o 4 rano 30 stycznia 1943 roku od ostrzału włoskich dział samobieżnych Semovente, jednak te powstrzymała francuska artyleria niszcząc trzy z ośmiu dział włoskich. Niemiecki 1 batalion z 5 Pułku Pancernego przełamał obronę 3 Pułku Żuawów i zdołał zaatakować przełęcz Faid od tyłu. Doprowadziło to do okrążenia 2 Pułku Strzelców Afrykańskich.
Francuski generał Joseph E. Welvert poprosił o interwencję brytyjskiego generała McQuillina, ten z kolei musiał połączyć się z generałem Fredendallem, który przekazał prośbę o pomoc generałowi Andersonowi. Ten natomiast o godzinie 9 rano nakazał opanowanie sytuacji. Fredendall polecił McQuillinowi wesprzeć Francuzów nie osłabiając własnych pozycji. Sformowano w tym celu dwie grupy bojowe o składzie:
- 26 Pułk Piechoty – 3 bataliony, 1 batalion przeciwpancerny
- 701 batalion przeciwpancerny
- jednostki wsparcia

Jedna z grup skierowała się w stronę przełęczy Faid, a druga do Rebaou, natomiast jednostki mające atakować Meknassy miały czekać na wynik starć, jednak ostatecznie zaatakowały swój pierwotny cel, co skończyło się klęską kontrataków na przełęcze Faid i Rebaou 31 stycznia 1943 roku. Dodatkowo niemieckie jednostki okopały na pozycjach działa 88 mm, a kolejna próba ich pozbycia się 1 lutego skończyła się rezultatem negatywnym. Wykorzystując sytuację 31 stycznia niemiecka grupa bojowa z jednostek 10 Dywizji Pancernej zaatakowała przełęcz Pichon, co miało na celu uniemożliwienie alianckiej ofensywy na Safakis.

### Plany wojsk niemieckich
Walki o przełęcz Faid przepowiadały walki o przełęcz Kasserine. Dla oficerów niemieckich był to znak, że Amerykanom brakuje doświadczenia i pozwoliło ustalić ich rozproszenie. Pozwoliło to przesądzić o podjęciu działań ofensywnych. Planowane było odepchnięcie 1 Armii brytyjskiej, która stanowiła zagrożenie dla niemieckiej 5 Armii Pancernej. Atak miał nastąpić na przełęcz Fondouk, czyli na prawym skrzydle wojsk brytyjskich, co mogło ich odciąć od wojsk francuskich i amerykańskich. Plan dostał kryptonim „Kuckucksei” („Kukułcze jajo”).
Jednostki Rommla po długim odwrocie zajęły linię Mareth, gdzie przez braki w zaopatrzeniu w jednostkach brytyjskich panował względny spokój. W tym czasie niemieccy saperzy dokonali zniszczeń portu w Trypolisie, co utrudniło dostawy zaopatrzenia dla armii brytyjskiej. Ewentualna ofensywa przeciwko 8 Armii brytyjskiej nie dawała pewności powodzenia z powodu słabości Niemiecko-Włoskiej Armii Pancernej, dlatego Rommel wolał atakować słabszego przeciwnika, a takim były amerykańskie jednostki. Feldmarszałek nie planował blokować przełęczy Dorsalu Wschodniego, ale nacierać dalej na zachód w kierunku Dorsalu Zachodniego i przełęcz Kasserine. W ten sposób wojska niemieckie znalazłyby się na pozycjach wyjściowych na Algierię, a to zniszczyło by dostawy zaopatrzenia dla aliantów lub odcięłoby 1 Armię brytyjską. Mimo niewielkich szans odniesienia tak znaczącego sukcesu możliwe było zadanie dużych strat Amerykanom i zyskanie czasu na wsparcie. Siły potrzebne do przeprowadzenia ataku składać się miały z wojsk pancerno-motorowych oraz dodatkowej grupy bojowej z 5 Armii Pancernej, na co musiało zgodzić się dowództwo w Rzymie.
Plan Rommla uzyskał aprobatę włoskich dowódców i Kesselringa, którzy liczyli na znaczące zwycięstwo. 9 lutego 1943 roku Kesselring na spotkaniu z von Arnimem w Kabis próbował przekonać go do planu Rommla, jednak od razu wskazał, że siłom niemieckim brakuje sił do jego realizacji i tylko działania zaczepne zatrzymają wojska amerykańskie, a także będą mogły zagrozić 1 Armii brytyjskiej. 11 lutego 1943 roku plany zmieniono na dwa uzupełniające się ataki siłami obu jednostek. Jedna zaatakować miała w kierunku Sidi bou Zid i zniszczyć część sił 1 Dywizji Pancernej, a Rommel który miał słabsze jednostki miał czekać na zwycięstwo von Arnima, a potem przejąć 21 Dywizję Pancerną i zaatakować Kafsę, likwidując zagrożenie tyłów linii Mareth.

### Plany wojsk alianckich
Operacja Satin planowana na 22 stycznia 1943 roku zakładała, że 1 Dywizja Pancerna zaatakuje w kierunku Safakisu, Kabisu lub Kairuanu. W ten sposób uzyskanobo zniszczenie linii zaopatrzenia dla oddziałów Erwina Rommla. Brak doświadczenia amerykańskich żołnierzy jednak nie dał możliwości przeprowadzenia takiego ataku. Postanowiono 20 stycznia 1943 roku, żeby jednostka skupiła się na działaniach defensywnych i w ten sposób stała się mobilną rezerwą. Dodatkowo zdobycie przez Niemców przełęczy Faid potwierdziło, aby nie dokonywać ataków w tym rejonie. Generał Anderson uważał front w środkowej Tunezji jako mniej ważny, gdyż skupiał się na próbie odepchnięcia 5 Armii Pancernej. Oczekując na koniec zimy utrzymywał status quo na środku frontu.
Odszyfrowane depesze Luftwaffe sugerowały, że zagrożenie stanowi atak na przełęcz Fondouk i w kierunku na prawe skrzydło wojsk brytyjskich. 4 lutego 1943 roku po odszyfrowaniu planu ataku przedstawionego przez Rommla uznano go tylko za propozycję, a za przyjęty plan „Kukułcze jajo”. Ostrzeżono wcześniej własnych żołnierzy przed planowanym atakiem i manewrami wojsk nieprzyjaciela z innych kierunków. Domysł ten okazał się błędny, a nie zareagowano na przeczące dane rozpoznania taktycznego. Rezultatem decyzji rozmieszczenia wojsk było ich rozproszenie i nieprzygotowanie do obrony.
Podczas inspekcji sztabu II Korpusu Armii okazał się on znacznie oddalony od jednostek i kiepsko skomunikowany, a dodatkowo ponownie zignorowano ostrzeżenia o ruchach wojsk nieprzyjaciela w innych kierunkach aniżeli wskazywał zwiad wojskowy. Na przodach jednostek nie rozstawiono pół minowych, co osłabiało możliwości obronne. 1 Dywizja Pancerna rozproszona była na odcinku 130 kilometrów, a dodatkowo niezgodnie z rozkazami. Mimo wydania rozkazów korygujących zauważone błędy dnia, następnego ruszyło niemieckie natarcie, więc nie starczyło czasu na realizację planu.

## Ordre de Bataille, styczeń 1943 roku

### Siły niemiecko-włoskie
| 5 Armia Pancerna – gen. wojsk panc. Hans-Jürgen von Arnim | 5 Armia Pancerna – gen. wojsk panc. Hans-Jürgen von Arnim |
| 21 Dywizja Pancerna – gen. por. Hans-Georg Hidebrandt     | 21 Dywizja Pancerna – gen. por. Hans-Georg Hidebrandt     |
| Grupa Korpuśna „Fischer”                                  | Grupa Korpuśna „Fischer”                                  |
| --------------------------------------------------------- | --------------------------------------------------------- |
| 10 Dywizja Pancerna                                       | gen. mjr Wolfgang Fischer                                 |
| 334 Dywizja Piechoty                                      | gen. por. Friedrich Weber                                 |
| Dywizja „von Broich”                                      | płk Friedrich von Broich                                  |
| 5 Pułk Spadochronowy                                      |                                                           |
| XXX Korpus Armii – gen. broni Vittorio Sogno              |                                                           |
| 1 Dywizja „Superga”                                       | gen. dyw. Dante Lorenzelli                                |
| 47 Pułk Grenadierów Pancernych                            | ppłk Theodor Busse                                        |
| 50 Brygada Specjalna                                      | gen. bryg. Giovanni Imperiali di Francavilla              |
| Niemiecko-Włoska Armia Pancerna – feldmarsz. Erwin Rommel |                                                           |
| Niemiecki Korpus Afrykański – gen. mjr Gustav Fehn        |                                                           |
| 15 Dywizja Pancerna                                       | gen. mjr Willibald Borowietz                              |
| 131 Dywizja Pancerna „Centauro”                           | gen. Giorgio Calvi di Bergolo                             |
| 1 Brygada Strzelców Polowych Luftwaffe                    | płk Friedrich August von der Heydte                       |
| XX Korpus Armii – gen. dyw. Tadeo Orlando                 |                                                           |
| 136 Dywizja Pancerna „Giovani Fascisti”                   | gen. dyw. Nino Sozzani                                    |
| 101 Dywizja Zmotoryzowana „Trieste”                       | gen. bryg. Francesco La Ferla                             |
| 90 Dywizja Lekka „Afrika”                                 | gen. mjr Theodor von Sponeck                              |
| XXI Korpus Armii – gen. broni Paolo Berardi               |                                                           |
| 16 Dywizja Piechoty „Pistoia”                             | gen. bryg. Giuseppe Falugi                                |
| 80 Dywizja Piechoty „La Spezia”                           | gen. bryg. Gavino Pizzolato                               |
| 164 Dywizja Lekka „Afrika”                                | gen. mjr Kurt von Liebenstein                             |
| Grupa Bojowa „Sahariano”                                  | gen. bryg. Alberto Manerini                               |

### Siły alianckie
| XIX Korpus Armii (francuski) – gen. Louis-Marie Koeltz | XIX Korpus Armii (francuski) – gen. Louis-Marie Koeltz |
| ------------------------------------------------------ | ------------------------------------------------------ |
| Dowództwo Wojsk Francuskich w Tunezji                  | gen. Georges Barré                                     |
| Dywizja Marszowa „Constantine”                         | gen. Joseph H. Welvert                                 |
| II Korpus Armijny (USA) – gen. mjr Lloyd Fredendall    |                                                        |
| 1 Dywizja Pancerna                                     | gen. mjr Orlando Ward                                  |
| 1 Dywizja Piechoty                                     | gen. mjr Terry Allen                                   |
| 34 Dywizja Piechoty                                    | gen. mjr Charles W. Ryder                              |

## Bitwa

### Operacja Frühlingswind
14 lutego 1943 roku generał von Armin przeprowadził oskrzydlające natarcie na Sidi bou Zid przy użyciu 10 i 21 Dywizji Pancernej. Przeciwko natarciu stanął 2. batalion z 34 Dywizji Piechoty, który mógł liczyć na wsparcie kompanii czołgów oraz plutonu przeciwpancernego dowodzonego przez podpułkownika Johna Watersa. Zadania jakie wyznaczono broniącym polegały na zatrzymaniu walką wojsk niemieckich do czasu kontrataku dwóch kampanii czołgów. Burza piaskowa, która pojawiła się w tym rejonie, zasłoniła poranne natarcie 10 Dywizji Pancernej, która w szybki sposób pokonała oddziały amerykańskie, co skutkowało zajęciem wzgórza, a także zniszczeniem artylerii.
O 7:30 rankiem Luftwaffe zbombardowało miasto Sidi bou Zid, które zostało zniszczone, a ustająca burza piaskowa odsłoniła poruszające się z północy jednostki niemieckie, które oszacowano na 60 czołgów i 20 pojazdów pancernych. Przeciwko nim wyszły ze zbombardowanego miasta jednostki amerykańskie, jednak przewaga niemiecka była na tyle znacząca, że starano się jedynie opóźniać Niemców, którzy przy silnym wsparciu dział kalibru 88 mm z artylerii i czołgów ciężkich Tiger I mieli zdecydowaną przewagę nad obecnymi wówczas w Afryce jednostkami amerykańskimi. Cześć uderzenia od południa była wolniejsza z powodu siły burzy piaskowej, która przeniosła się w tamto terytorium. Amerykańskie oddziały, które odważnie broniły miasta straciły 38 z 44 czołgów. Popołudniem rozpoczęto wycofywanie się na zachodnie części miasta, a resztki żołnierzy pozostawione na wzgórzach utraciły łączność ze sztabem. Mimo prośby pułkownika Petera Hainsa o całkowite wycofanie się, generał Ferdendall odmówił, zapewniając o rychłym kontrataku, przez co okrążone bataliony zostały narażone na zniszczenie.
Po zapadnięciu zmroku tego samego dnia niemieckie jednostki zamknęły pierścień wokół miasta rejestrując nieznaczne straty, a niszcząc: 44 czołgi wroga, 59 transporterów półgąsienicowych, 26 dział, 22 ciężarówki. Po zamknięciu okrążenia generał Ziegler wydał rozkaz pozostania na pozycjach przez noc w razie kontrataku. Decyzja ta została poparta przez generała von Armina, lecz ostro skrytykowana przez Rommla, który twierdził, że w ten sposób marnuje się początkowy sukces dając czas na przegrupowanie wrogiej stronie.
Działania sztabów alianckich były ostrożne z powodu przekonania, że jest to odwrócenie uwagi od ataku na Fondouk przez brak zidentyfikowania 10 Dywizji Pancernej. Aktywność wieczorna wojsk niemieckich przy mieście Kafsa zasugerowała generałowi Fredendallowi mogący nadejść kolejny atak, przez co wycofał jednostki francuskie i amerykańskie. Przez niską skuteczność wywiadu utrzymywano, że atak został przeprowadzony siłą jednej dywizji, a doniesienia z walk były wyolbrzymione. Dowódcą alianckiego kontrataku został pułkownik Robert Stack z 2. batalionem oraz 1. batalionem przeciwpancernym Algera. Za wsparcie wyznaczono działa pancerne M3 kalibru 75 mm ze 701. batalionu przeciwpancernego oraz żołnierzy 6 Pułku Piechoty Zmechanizowanej. Cała ta jednostka wyruszyła bez wcześniejszego doświadczenia bojowego w porównaniu do niemieckich dywizji pancernych.
Aliancki kontratak rozpoczęto 15 lutego 1943 roku o 12:40. Poruszające się jednostki trzymały szyk klina, co pomogło zaobserwować je przy pomocy zwiadu lotniczego, przez co niemieckie jednostki miały dokładną lokalizację i kierunek ruchu przeciwnika. Te posiadające dość czasu przez noc wzmocniły swoje pozycje oraz rozmieściły działa przeciwpancerne i przeciwlotnicze, aby mogły prowadzić ogień na północno-zachodnie przedmieścia Sidi bou Zid. Przepuszczając pierwsze jednostki niemiecka artyleria otwarła ogień bardzo późno zaskakując Amerykanów, którzy próbowali ruchów obronnych, nieprzynoszących znaczących korzyści z powodu otwartego terenu. W momencie wykrycia niemieckich dział na obu skrzydłach podzielono atak na dwa kierunki, północny i południowy. Przez odcięcie czołgów amerykańskich od piechoty utracono szansę na przebicie się do Dżabal Ksaira w celu uwolnienia okrążonego 3 batalionu 168 Pułku Piechoty. O 17:40 cztery czołgi amerykańskie wycofały się w stronę pozycji wyjściowych pozostawiając pozostałe 40 w dolinie Oued Rouana, gdzie systematycznie były niszczone przez wroga, broniąc się bezskutecznie w okrążeniu.
Wieczorem 15 lutego sytuacja była już tak chaotyczna, że generał Orlando Ward nie był w stanie zorientować się, jakie czołgi zostały zniszczone. Z powodu nieprzebicia się do okrążonych jednostek, wysłano samoloty w celu przekazania informacji, aby spróbowały ucieczki. Zaledwie w ciągu 48 godzin alianci utracili po dwa bataliony czołgów i piechoty bez zadania znaczących strat. Pomimo kolejnego zwycięstwa generał Ziegler nie kontynuował natarcia, a jednie wysłał zwiad w celu ustalenia, czy nie nastąpi kolejny kontratak. Rommel ponownie skrytykował tę decyzję, a von Arnim starał się oszczędzać zapasy paliwa na kolejne operacje. Dopiero następnego dnia wiadomość o sukcesach dotarła do Kessleringa, po czym natychmiast wydał on rozkaz zajęcia Sebeitli. Przez powolne działania Amerykanie mieli dość czasu na przygotowanie obrony. Dzięki zorientowaniu się również o błędnym działaniu wywiadu wycofano francuski XIX Korpus Armijny do Dorsalu Zachodniego oraz część amerykańskiej 34 Dywizji Piechoty. Na południowe i wschodnie części Sbiby skierowana została brytyjska 26. Brygada Pancerna z dwoma batalionami piechoty. Jedynym sukcesem alianckim było zniszczenie niemieckich czołgów rozpoznawczych w nocy z 16 na 17 lutego.

#### Obrona Sbeitli

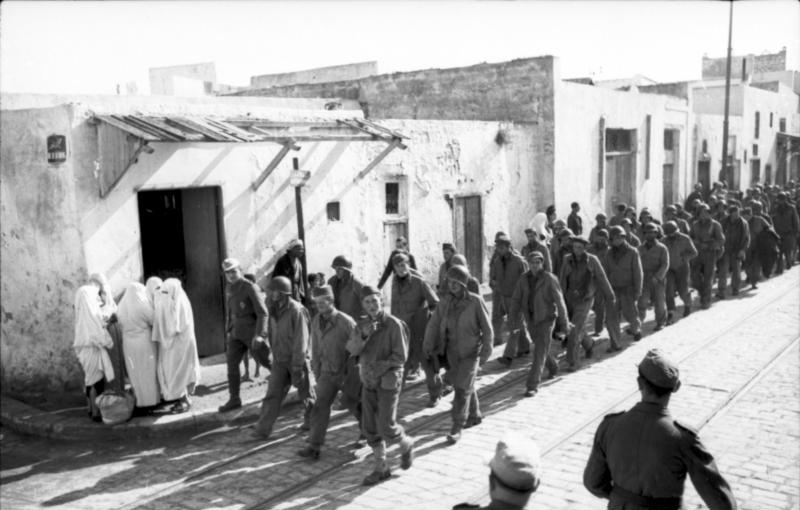
Amerykańscy jeńcy wzięci do niewoli we wczesnej fazie bitwy, prowadzeni przez tunezyjską wieś

16 lutego 1943 pozostała reszta Brygadowej Grupy Bojowej A okopała się na północ od miasta Sbeitli, a na południe od niego pozycje zajęła Brygadowa Grupa Bojowa B. Niemiecki zwiad walką obserwował zewnętrzny pierścień obrony, co skutkowało przeniesieniem sztabu Brygadowej Grupy Bojowej A do zachodniej części z powodu zbytniej bliskości strefy walki. Nie wpłynęło to pozytywnie na morale żołnierzy, którzy pamiętali pozostawienie swoich kolegów w okrążeniu. Wycofanie sztabu skutkowało również tym, że cześć jednostek uznała to za odwrót i opuściła pozycje bez rozkazu, powodując dezintegrację oraz dezinformację.
Pozostałe jednostki utrzymały pozycje i w nocy zatrzymały jednostki niemieckie. 17 lutego żandarmeria wojskowa rozpoczęła aresztowania dezerterów, lecz mimo takiego chaosu zbyt ostrożne decyzje generała Zieglera nie wykorzystały stwarzających się sytuacji. Rozkazy alianckie brzmiały aby utrzymać miasto do końca dnia, lecz z powodu dramatycznej sytuacji generał Anderson wydał pozwolenie na wycofanie z miasta o godzinie 11:00. Miało ono odbyć się na wschód od przełęczy Kasserine. W ten sposób zabezpieczono odwrót amerykańskiej 1 Dywizji Pancernej.
Niemiecki atak się opóźnił przez sytuację na tyłach jednostek. Nie udało się batalionów amerykańskich zdusić w okrążeniu, a jedynie obejść, a te otrzymując dwa dni wcześniej rozkaz o przebiciu się rozpoczęły marsz na Sbeitlę. Aby zabezpieczyć własne jednostki należało najpierw pozbyć się żołnierzy amerykańskich. Ponieważ nie posiadano odpowiednich informacji główne uderzenie przeprowadzono od silniejszej strony południowej, gdzie obsadzeni byli żołnierze z doświadczeniem bojowym od grudnia 1942 roku. Dzięki wykorzystaniu zasadzki zniszczono 15 czołgów niemieckich (źródła niemieckie mówią o 5 czołgach). Pomimo dobrej walki na południu w jednostkach od strony północy ponownie przeszła fala paniki. O godzinie 17:00 Grupa Bojowa B wycofała się zgodnie z rozkazami. Pod Sbeitlą zniszczony został czołg podpułkownika Henry'ego Gardinera, który wrócił pieszo do swoich żołnierzy.

#### Operacja Morgenluft
Atak Rommla został rozpoczęty później od von Arnima. Kafsa została zajęta bez żadnego oporu więc 17 lutego 1943 roku Grupa Bojowa DAK dowodzona przez generała von Libensteina podążała dalej drogą do miasta Feriana. Po najechaniu na minę przez dowódcę jednostki został zastąpiony generałem Bülowiusem. Zajęto lotnisko w Thelepte, gdzie zajęto 50 ton paliwa i smarów, które dzień wcześniej próbowano zniszczyć. Mimo sukcesu marszu, to grupa von Arnima miała decydować o zwycięstwie. W nocy z 17 na 18 lutego 1943 roku włoskie dowództwo rozkazało osiągnięcie linii Kafsa - Metlauoi - Tauzar.
Von Arnim podzielił swoje oddziały, kierując 10 Dywizję Pancerną na przełęcze Fondouk i Pichon, podczas gdy 21 Dywizja Pancerna została pozostawiona pod Sbeitlą. Rommel zareagował próbą odebrania dowództwa von Arnimowi, aby wykorzystać jego wojska do zajęcia bazy zaopatrzeniowej w Tibissie, a potem skierować się na Bone. Z powodu tak poważnej decyzji musiano skonsultować to z Mussolinim i włoskim Comando Supremo. Zgoda została wydana w nocy z 18 na 19 lutego, opóźniając działania o cały dzień.
Rommel uzyskał pod dowództwo obie dywizje pancerne i zmienił nazwę operacji na „Sturmflut”. Zamierzano atakować na północny zachód przez przełęcz Kasserine do El Kef, co pozwoliło by na wstęp do oskrzydlenia brytyjskiej 1 Armii. Zadania, które zostały powierzone von Arnimowi to wiązanie walką 1 Armii brytyjskiej oraz zrzut spadochronowy pod El Kefę, aby wysadzić mosty, co uniemożliwiłoby odwrót jednostek alianckich. Mimo rozczarowania Rommla że oskrzydlenie będzie dość płytkie, to uzyskał zgodę na dalsze kontynuowanie działań ofensywnych. Do realizacji celów wyznaczono: 10 i 21 Dywizję Pancerną, Grupę Bojową DAK, włoską 131 Dywizję Pancerną „Centauro”. Niemiecko-Włoska Armia Pancerna Afryka została przemianowana w 1 Armię Włoską.
Brak odpowiednio wczesnej zbieżności poglądów rozproszył siły niemieckie, a zamiast je skoncentrować, Rommel atakował dalej, chcąc dalej rozbijać siły amerykańskie i nie dając czasu włoskiemu dowództwu na zmiany rozkazów. 19 lutego 1943 do Tunezji udał się Kesselring w celu sprawdzenia wspierania Rommla przez von Arnima. Ten zaproponował ofensywę 10 Dywizji Pancernej, jednak marszałek preferował plan Rommla. Nie zaznaczył jednak w rozkazach żeby atakować w Tibissę, więc Rommel pozostawał przy poprzednich rozkazach w stronę Sbiby i El Kef-u. Niezależnie od rozkazów opanowanie przełęczy Kasserine zablokowałoby oddziały alianckie z Tibissy i zabezpieczyło skrzydło jednostek niemieckich.
Alianckie pozycje obronne nie były dobrze przygotowane. Najwięcej wojsk znajdowało się na północ od miasta Sbiby. Francuski XIX Korpus Armijny, amerykańskia 34 Dywizja Piechoty, poza tym 6 Dywizja Pancerna, 26 Brygada Pancerna, Brygadowa Grupa Bojowa B z 1 Dywizji Pancernej. Droga do Tibissy i Sbiby została dobrze obstawiona, lecz na przełęczy Kasserine znajdowały się siły osłonowe.

### Operacja Strumflut – atak na przełęcz Kasserine
Przełęcz była broniona przez 19 Pułk Inżynieryjny składający się z niedoświadczonych żołnierzy na linii frontu. Jako jednostka budowlana skonstruowała konstrukcje obronne w najwęższej części całej przełęczy o szerokości około 700 metrów, którędy wiodła jedyna droga. Dzięki porze mokrej ważnym punktem okazała się również rzeka, która podzieliła dolinę na pół. Wzgórza Dżabal Semmama zostały obsadzone przez 1. batalion 26 Pułku Piechoty. W południowych regionach od rzeki stacjonowały trzy kompanie saperów, jedna na północy, a batalion piechoty obsadził pozostałe wzgórza. Wsparciem dla obrońców było osiem czołgów M4 Sherman z 13 Pułku Pancernego, który ustawił się pośrodku doliny. Jako wsparcie artyleryjskie wyznaczono dwie baterie haubic 105 mm z 33. dywizjonu artylerii polowej oraz francuskie działa 75 mm transportowane trakcją konną.
Atak miała przeprowadzić Grupa Bojowa DAK dowodzona przez gen. Bülowiusa ze względu na opóźnienie w marszu 10 Dywizji Pancernej. Wymarsz w kierunku przełęczy rozpoczął się 19 lutego 1943 o godzinie 6:30. Dobrze przygotowana obrona nie pozwoliła niemieckim jednostkom rozpoznawczym na przebicie się z marszu i odrzuciła je pod wzgórza Dżabal Chambi. O godzinie 9:30 grupa grenadierów ruszyła z atakiem na drugą stronę przełęczy. Tam okopany 1. batalion 26 Pułku Piechoty skutecznie bronił najważniejsze szczyty, przez co wymuszono zaatakowanie przełęczy całością grupy niemieckiej jednostki. Mimo prób obejścia amerykańskich jednostek nie przełamano amerykańskiej obrony przez cały dzień.
Dowództwo alianckie zostało zaalarmowane o słabości obrony, na co zareagowano rozstawieniem sił osłonowych wzdłuż drogi do Tali. W ich skład weszło siedem czołgów Valentine i cztery Crusader, kompania piechoty zmotoryzowanej i bateria artylerii. Jeszcze tego samego dnia 19 lutego przybył dodatkowo 3. batalion 6 Pułku Piechoty Zmechanizowanej. W drodze były również batalion piechoty z 9 Dywizji Piechoty oraz batalion przeciwpancerny. Niemieccy piechurzy zdołali w nocy zająć jedynie kilka wzgórz, chociaż np. wzgórze nr 700 udało się ponownie odbić po ataku 1. batalionu z 26 Pułku, pomimo wpadnięcia w okrążenie. Pomimo załamania się linii na północnym brzegu rzeki Hatab, południowy brzeg utrzymał pozycje. W pierwszy dzień walk 894. batalion przeciwpancerny ze stanu musiał spisać połowę dział samobieżnych, a amerykańskie haubice wycofały się bez rozkazu.
20 lutego 1943 spadł deszcz, przez co pustynne wzgórze stało się błotniste. W rejon walk przybył sam Erwin Rommel, którego martwił brak przebicia się przez przełęcz. Kolejny atak poprzedzono ostrzałem z wyrzutni Nebelwerfer, aby następnie wraz z przybyłym 5 Pułkiem Bersalierów uderzyć na pozycje aliantów. Pomimo dzielnej walki ponoszono znaczne straty, poległ także dowódca oddziału. Sztab niemiecki zmienił kierunek ataków ze względu na odparcie 21 Dywizji Pancernej w Sibibie, nie mając informacji o trzykrotnie większej ilości wojsk alianckich. 10 Dywizję Pancerną skierowano w stronę przełęczy Kasserine bez batalionu czołgów Tiger, które zostały zatrzymane przez gen. von Arnima. O godzinie 16:30 przybyła jednostka na miejsce kierując atak środkiem, przy silnym ogniu artyleryjskim. Do nocy udało się niemieckim jednostkom przebić na drogę do Tali po drodze niszcząc brytyjskie czołgi i działa samobieżne. Dzięki temu przełamaniu na drodze pojazdów Rommla stali jedynie francuscy artylerzyści, którzy po wykończeniu amunicji zniszczyli własne pozycje i wycofali się. Do zmroku przesunięto się o 8 km w kierunku Bou Chebko. Sukcesem też okazało się zdobycie amerykańskich wozów pancernych, które wcielono na wyposażenie jednostek niemieckich. Ponieważ dowództwo alianckie zauważyło, że celem ataku jest Tibissa, zareagowano przerzucając w te rejony oddziały z innych terenów.
20 lutego 1943 Kesselring oskarżył von Arnima o niepodporządkowanie się rozkazom oddania Rommlowi części oddziałów. Brak realnych argumentów za tymi decyzjami skutkował wnioskowaniem o odebranie mu dowództwa i przekazanie go Rommlowi. 21 lutego 1943 roku uporządkowując sytuację na terenach przełęczy Kasserine przygotowano jednostki niemieckie na ewentualny kontratak. Z powodu ciągle wysokiego stanu wody w rzece jednostki były częściowo odseparowane, więc niemożliwe było ich połączenie. Kierunki ataku również pozostawały dwa: Tibissa oraz kierunek Tali. Przyczyną separacji jednostek niemieckich był ich wcześniejszy podział na trzy grupy bojowe, z czego żadna bez siły bojowej zdolnej do samodzielnego przebicia sił obronnych aliantów. W nocy z 20 na 21 lutego 1943 pomimo dotarcia jednostek niemieckich do wysuniętych jednostek Brygady Grupy Bojowej B, zostały one zatrzymane do rana. Aby zmienić pozycje o 11:45 wydano rozkaz ataku na Tibissę wszystkich jednostek, jednak zostały odparte przez czołgi i artylerię wroga.
Atak 10 Dywizji Pancernej na obronę miasta Tali był udany. 21 lutego 1943 roku 30 czołgów i 25 pojazdów pancernych stopniowo niszczyło brytyjskie jednostki obronne w godzinach południowych, a o 15:00 doszło do głównego natarcia. Dzięki lepszym działom montowanym na niemieckich czołgach zniszczono około 15 czołgów wroga. Postawiona została przez Brytyjczyków zasłona dymna, która pozwoliła wycofać się jednostkom w stronę południa. Dzięki pościgowi o godzinie 19:00 dogoniono wycofujących się żołnierzy ostatecznie przełamując obronę Tali niszcząc w raportach 38 czołgów, 28 dział i pojmując 571 Brytyjczyków. jednak dzięki opóźnianiu niemieckiego ataku przez brytyjską 26 Brygadę Pancerną nie wkroczono do samego miasta w nocy. W ten sposób ściągnięte zostały posiłki w postaci kompanii piechoty 2 Pułku Hampshires, 16. batalionu czołgów 5 Pułku Lancers i artylerii z 9 Dywizji Piechoty. Dzięki desperackiemu kontratakowi 2 Pułku Lothians wzmocnionemu przez artylerię, został powstrzymany niemiecki atak z 22 lutego i jednostki niemieckie przeszły w pozycje obronne. O godzinie 16:00 po zakończeniu ostrzału artylerii, wydano rozkaz ataku 10 Dywizji Pancernej, lecz ta nękana nalotami z wybudowanego pasa startowego nie była w stanie przeprowadzić ataku na Talę.

### Koncepcje dowodzących

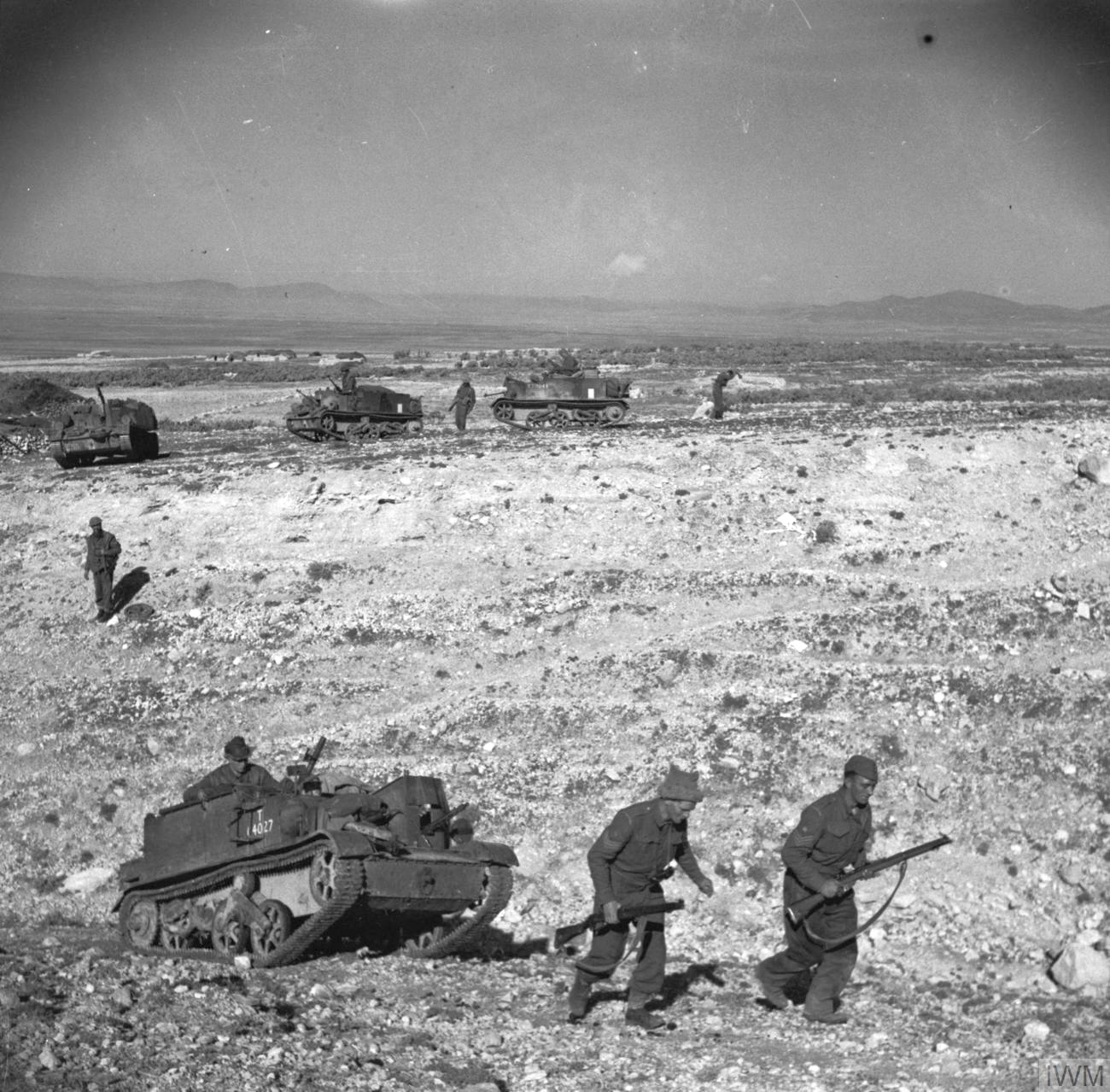
Brytyjscy żołnierze nacierają przez trudny teren w kierunku Thala, 24 lutego 1943 r.

Rommel jako główny obszar działań wybrał przełęcz Kasserine, pamiętając jednak o znaczeniu Sibiby. 19 lutego 1943 roku 21 Dywizja Pancerna zaatakowała miasto, napotykając opór 18 Pułku Piechoty z brytyjskimi czołgami. Koszt przebicia obrony opłacono stratą dwunastu czołgów. Rommel nie uwzględnił wśród obrońców oddziałów XIX Korpusu Armijnego z Francji i oddziałów trzech dywizji. Przez tak silną obronę przełęcz Kasserine wydawała się bardziej rozsądna i chociaż skierowano do ataku na miasto 21 Dywizję Pancerną nie wiązano z nim nadziei na sukces. Francuskiemu garnizonowi niebezpieczeństwo groziło w przypadku wejścia jednostek na tyłu od strony Tali. Mimo początkowych sukcesów Rommla atak wyhamował, a dowództwo przeciwnika ściągało posiłki pod Talię. Atak na Tibissę był niebezpieczny, przez możliwość kontruderzenia na skrzydło, a atak na Sibibę nie przynosił efektów. Pomimo niewielkich strat w ludziach i sprzęcie jakie poniesiono, zubożały znacząco zapasy paliwa i amunicji. Przez te czynniki i zbliżającą się gotowość 8 Armii brytyjskiej do ataku Rommel uznał, że atak na przełęcz Kasserine jest bezcelowy.
Albert Kesselring uznał, że należy przygotowywać odwrót jednostek i używać drobnych ataków męcząc siły brytyjskie. Skrytykował niemieckich dowódców niespójnych z sobą co do koncepcji prowadzenia operacji. Próbując ratować sytuację oddał dowództwo Rommlowi 23 lutego 1943 nad całością oddziałów, jednak już 3 marca 1943 ten wyjechał na urlop zdrowotny. Von Arnim nie wykonał rozkazu ataku w kierunku północnym 22 lutego i gdy przeprowadził 26 lutego atak na Brytyjczyków, został odparty i utracił większość czołgów.
Hierarchia jaka panowała w sztabach wojsk alianckich została zmieniona i powołane zostało dowództwo 18 Grupy Armii na czele z gen. Haroldem Alexandrem, któremu powierzono całość sił aliantów w Tunezji. Zbiegło się to z rozkazem odwrotu wojsk niemiecko-włoskich 22 lutego 1945 o godzinie 14:15. W ciągu najbliższych 24 godzin większość jednostek wycofała się z przełęczy, a z powodu braku informacji o tym manewrze nie dokonano ataku. 25 lutego 1943 roku o 6:30 rano przeprowadzony atak w celu rozpoznania napotkał jedynie miny i pułapki bez śladu wroga. W tym momencie doszło do spokoju na froncie, przez co możliwe stało się dokonanie roszad kadrowych. Zwolniono dowódcę wywiadu brygadiera Erica Edwarda Mocklera-Ferrymana z powodu licznych błędów i skarg. Generał Patton został dowódcą II Korpusu Armijnego. Podjęto nowe rozporządzenia strategiczne. Wzmocniono działania marynarki, aby zmniejszyć zupełnie dostawy zapasów do Afryki, oraz wzmocniono wojska lotnicze w Tunezji, aby odpowiadać na loty Luftwaffe z Sycylii. Resztę jednostek amerykańskich przesunięto na pierwszą linię, co pozwoliło na scalenie je w jedną formację.

### Operacja Wop
W momencie zakończenia się walk na terenach przełęczy Kasserine rosło zagrożenie dla jednostek państw Osi ze strony 8 Armii, która stacjonowała do tej pory na linii Mareth. Dzięki złamanym szyfrom niemieckim wiedziano o nadchodzących atakach, między innymi o ostatnim ataku Rommla 6 marca 1943 roku przy pomocy 10 Dywizji Pancernej na XXX Korpus Armijny przed jego wyjazdem na urlop. Po wyjeździe Rommla dowództwo zostało przekazane von Arnimowi. Pierwszy atak II Korpusu Armijnego na przełęcz Kasserine miał za zadanie jedynie wspieranie głównego ataku na linię Mareth. Z powodu braku zaufania dowódców brytyjskich do jednostek amerykańskich ograniczano ich użycie. Generał Patton uważał, że operacja Wop będzie przypominać plan bitwy pod Manassas z 1862 roku, czyli atak ze skrzydła w celu wzmocnienia centrum. Z powodu zignorowania przez Kesselringa ostrzeżeń o ataku alianckim, nie wydał on odpowiednich rozkazów. Bardziej ostrożny von Arnim przygotował w odpowiednim czasie atak wyprzedzający 19 marca 1943 roku siłami 131 Dywizji Pancernej i 21 Dywizji Pancernej. Termin tego ataku jednak został wyprzedzony przez Amerykanów. Po stronie amerykańskiej do walki ruszyły 34 Dywizja Piechoty, 9 Dywizja Piechoty, 1 Dywizja Pancerna, 1 Dywizja Pancerna oraz 1. batalion Rangers.
Z 16 na 17 marca 1943 roku 16 i 18 Pułk Piechoty pokonały 72 kilometry, zajmując pozycje na przedpolach Kafsy i atakując rankiem, zajęły miasto bez walki, a 18 marca zdobyły miasto El Guetar. Późniejsze posuwanie się spowolniły trudne warunki terenowe, takie jak błota i podtopienia, przez co mogła działać niemal wyłącznie piechota. Dzięki dobrze rokującemu rozwojowi sytuacji atak rozbudowano o zdobycie wzgórz obok Meknassy i zdobycie lotniska w Mezzounie. Ruch II Korpusu Armijnego w stronę niemieckich linii zaopatrzeniowych 22 lutego 1943 sprowokował ruch 2 Armii Pancernej von Vaersta w jego stronę i uderzenie 10 Dywizji Pancernej na 1 Dywizję Piechoty. Amerykanie w końcu natrafili na zacięty opór i natarcia zwolniły. Pomimo opanowywania części wzgórz i przełęczy to artyleria niemiecka zmusiła jednostki amerykańskie do wycofania się. W wyniku walk jednak 10 Dywizja Pancerna wyczerpała zapas sił i nie była w stanie przejść do ataku co skutkowało zwycięstwem w walkach o El Guetar.

## Znaczenie bitwy

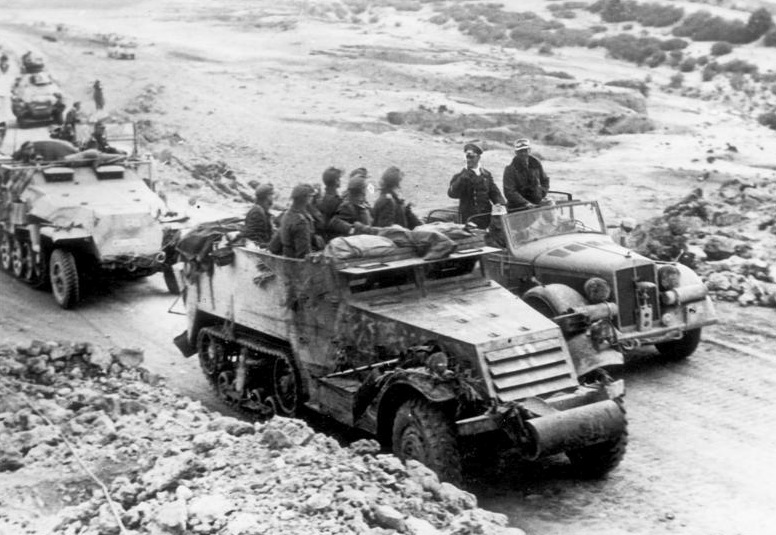
Feldmarsz. Erwin Rommel rozmawia ze swoimi żołnierzami stojącymi w zdobycznym amerykańskim transporterze piechoty M3 Halftrack

21 lutego 1943 roku jednostki Rommla przełamały linie amerykańskich jednostek, lecz nie potrafiły wyjść na ich tyły z powodu braku zaopatrzenia i zostały zmuszone do wycofania się. Korzyści z tej operacji są znikome, a wojska sprzymierzone przypisują sobie wynik starć jako sukces. Z pewnością pozwoliło nabrać to doświadczenia bojowego wojskom amerykańskim i zbudować sobie zaufanie wśród sojuszników. Walki również ukazały umiejętności dowódców jak Eisenhower, Bradley i Patton. Zmieniona została doktryna armii amerykańskiej, rezygnując z koncepcji walki na zysk praktycznych rozwiązań. Wynikało to z braków w szkoleniu, które nie przewidywało wszystkich możliwych warunków. Największym reformom poddano wojska pancerne poczynając od organizacji, która obecnie zakładała dywizję złożoną z sześciu batalionów czołgów i trzech piechoty zmechanizowanej i trzech artylerii. Zmieniony również został sprzęt, gdyż zrezygnowano z czołgów lekkich M3, na rzecz czołgów M4 i M5A1, wymieniono armaty z 37 mm na 57 mm i doposażono piechotę w granatniki. Powrócono również do zasady, że amerykańscy żołnierze będą walczyć pod swoim dowództwem, do czego przyczyniły się nieporozumienia z oficerami brytyjskimi.
Dla wojsk włosko-niemieckich walki stoczone na przełęczy Kesserine były ostatnimi sukcesami w Afryce Północnej. Pomimo przewagi techniczno-taktycznej utracono przewagę strategiczną na froncie afrykańskim. Wkrótce potem Afrika Korps przeszło do defensywy, zaś armie brytyjska i amerykańska stopniowo zyskiwały przewagę nad niemiecką. Wehrmacht ukazał swoje problemy w zakresie dowodzenia, a brak zgody Hitlera na wycofanie wojsk z Afryki wiązał się z ogromnymi stratami ludzkimi i sprzętowymi. Armia włoska przestała w tym momencie odgrywać jakąkolwiek rolę w wojnie, a po lądowaniu aliantów na Sycylii Włosi utracili panowanie nad własnym państwem, oddając go pod okupację wojskom niemieckim.

## Pamięć
W Tunezji nie ma wiele miejsc upamiętniających tamte starcia. W Tunisie znajduje się Amerykański Cmentarz Wojskowy w Afryce Północnej. Miejsca bitew znajdują się na pustyni bez szlaków turystycznych. Nie znajdują się tam wraki pojazdów, a jedynie można miejscami spotkać pozostałości umocnień i okopów. Brytyjczycy postawili pomniki w Tali i na wzgórzu 609, które zostały usunięte. Z okresu walk przetrwały dwa ciężkie czołgi Tiger I. Jeden z nich znajduje się w Muzeum Czołgów w Bovington w Wielkiej Brytanii, a drugi w Muzeum Uzbrojenia w Aberdeen w Stanach Zjednoczonych. W muzeum w USA znajdują się również PzKpfw II, PzKpfw III Ausf. L, PzKpfw III Ausf. N, PzKpfw IV Ausf. G., PzKpfw III Ausf. M.

## Kalendarium wydarzeń
| Data        | Wydarzenie |
| 1942        | 1942 |
| ----------- | --- |
| 8 listopada | Rozpoczęcie operacji Torch i desant armii amerykańskiej w Algierii                                                                               |
| grudzień    | Przerzut niemieckich jednostek do Tunezji z Sycylii i zajęcie Tunisu                                                                             |
| 1943        | |
| 20 stycznia | Odwrót Niemiecko-Włoskiej Armii Pancernej z Libii do Tunezji                                                                                     |
| 30 stycznia | Przejęcie przełęczy Faid od garnizonu francuskiego przez 5 Armię Pancerną                                                                        |
| 11 lutego   | Rozkaz włoskiego Naczelnego Dowództwa (Comando Supremo) przeprowadzenia działań ofensywnych w Tunezji                                            |
| 14 lutego   | Początek operacji Frühlingswind; atak niemieckich jednostek na Brygadową Grupę Bojową A 1 Dywizji Pancernej armii amerykańskiej pod Sidi bou Zid |
| 15 lutego   | Wycofanie się amerykańskiej armii do Sbeitli |
| 16 lutego   | Początek operacji Morgenluft; niemieckie wojska zajmują Kafsę bez większego oporu                                                                |
| 17 lutego   | Wycofanie się wojsk amerykańskich od ataków 5 Armii Pancernej                                                                                    |
| 18 lutego   | Jednostki rozpoznania Rommla i bon Arnima spotykają się w Kasserine; zatwierdzenie operacji Sturmflut                                            |
| 19 lutego   | Rozpoczęcie ataku przez Niemców na amerykańskie pozycje na przełęczy Kasserine i amerykańsko-brytyjskie pod Sabidą, który zostaje powstrzymany   |
| 20 lutego   | Przełamanie obrony na przełęczy Kasserine |
| 21 lutego   | Ciężkie walki na przedpolach Tali; w drodze do Tibissy amerykańska 1 Dywizja Pancerna walczy z niemiecką 10 Dywizją Pancerną                     |
| 22 lutego   | Niemiecki atak na Tibissę załamuje się; ogień artylerii zmusza do odwrotu jednostki spod Tali                                                    |
| 25 lutego   | Siły Aliantów zajmują przełęcz Kasserine |
| 17 marca    | Amerykańska 1 Dywizja Piechoty zajmuje Kafsę i rozpoczyna operację Wop                                                                           |
| 23 marca    | Niemiecki atak pod El Guetar 10 Dywizji Pancernej, która ponosi ciężkie straty                                                                   |
| 10 kwietnia | Niemieckie wojska utrzymują pozycję na przełęczach Fondouk i Pichon, dając możliwość wycofania się do Chott                                      |
| 23 kwietnia | Amerykański II Korpus Armijny atakuje w stronę Bizerty                                                                                           |
| 30 kwietnia | 34 Dywizja Piechoty zdobywa wzgórze 609, które broniło drogi na Mateur                                                                           |
| 7 maja      | 9 Dywizja Piechoty zajmuje Bizertę i oczyszcza ją z wroga do następnego dnia                                                                     |
| 9 maja      | 1 Dywizja Pancerna dociera do wybrzeża Morza Śródziemnego i przyjmuje kapitulację niemieckiej 5 Armii Pancernej                                  |
| 13 maja     | Resztki niemieckiej armii w Tunezji oddają się w niewolę alianckiej 18 Grupy Armii                                                               |

## Książki o bitwie
- Rick Atkinson, Afryka Północna 1942–1943, Bellona 2005.
- Martin Blumenson, Kasserine Pass: Rommel's Bloody, Climactic Battle for Tunisia, Houghton Mifflin 1966;
- Ernest Harmon, Combat Commander, Prentice Hall 1970;
- John Hougen, The Story of the Famous 34th Infantry Division, Battery Press 1978;
- George Howe, The US Army in World War II - Northwest Africa: Seizing the Initiative in the West, GPO 1957;
- George Howe, The Battle History od the 1st Armored Division, Battery Press 1979;
- Orr Kelly, Meeting the Fox: From Operation Torch to Victory In Tunisia, Wiley 2002;
- Albert Kesselring, Żołnierz do końca, Bellona 1996;
- H.R. Knickerbocker i inni, Danger Forward: The Story of the First Division in World War II, Battery Press 2002;
- Macgregor Knox, Hiler's Italian Allies, Cambridge 2000;
- Leon Lavoie i inni, American Armor at Faid-Kasserine, US Army Armor School 1949;
- Janusz Piekałkiewicz, Rommel: Tajna służba w Afryce Północnej 1941-1943, Agencja Wydawnicza Mostowski 1996;
- Paul Robinett, Armor Command, MacGregor 1958;
- David Rolf, The Bloody Road to Tunis", Greenhill 2001;
- Wydział Historyczny armii USA, To Bizerte with the II Corps War Department 1943;
- Bruce Watson, Exit Rommel: The Tunisian Campaign 1942-1943, Praeger 1999.